# Giulia Crestani
Giulia Crestani (Montecchio Maggiore, 1º gennaio 1982) è un'ex cestista italiana.
Giocava come ala grande e centro.

## Carriera
Dopo aver trascorso le giovanili con il Vicenza, dal 1999 entra a far parte del giro della prima squadra con cui affronta i suoi primi 5 campionati nazionali (2 in Serie A1 ed altrettanti in A2). Durante la sua ultima stagione a Vicenza ottiene la promozione in Serie A2 e vince la Coppa Italia di Serie A2. Ha disputato 17 partite in A1.
Nel 2005 passa al Chieti, con cui disputa 4 campionati (3 in Serie A2 ed uno in Serie B d'Eccellenza). Nel 2009 si trasferisce alla Libertas Udine, e l'anno successivo alla Mercede Alghero. Tuttavia a causa di alcuni problemi legati alla mancata idoneità sportiva dopo le visite mediche, è costretta a saltare tutta la stagione con la squadra sarda.
Nell'estate 2011 viene ingaggiata dal Basket Club Bolzano.

## Palmarès
- Promozione in serie A1: 1

Vicenza: 2004-05
- Coppa Italia di serie A2: 1

Vicenza: 2005